# No compris productes russos!
«No compris productes russos!» - (ucraïnès) «Не купуй російське!» - o «Boicot als productes russos!» - (ucraïnès) «Бойкотуй російське!» - és una campanya cívica d'algunes parts d'Ucraïna per boicotejar els productes russos. Començà com una reacció al bloqueig comercial de les exportacions d'Ucraïna a Rússia el 2013. La campanya s'inicià el 14 d'agost del 2013, amb una crida a les xarxes socials per internet. La campanya més endavant s'estengué a la distribució massiva de pamflets, cartells, adhesius, etc. La campanya perdé el caràcter sistemàtic el novembre del 2013 quan començà l'EuroMaidan. Tanmateix, el 2 de març del 2014, després del començament de la crisi de Crimea i dels conflictes al Donbàs, els activistes ucraïnesos anunciaren la campanya de renovació de boicot als productes i mercaderies russes.

## Galeria d'imatges

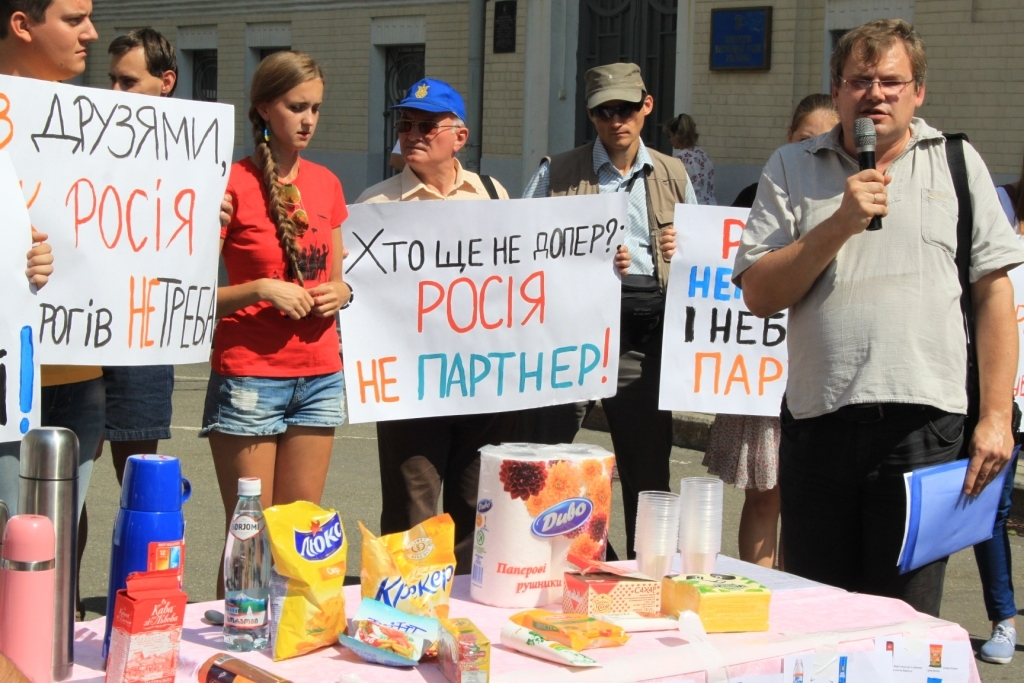
L'acció en resposta al boicot als productes ucraïnesos de Rússia el 22 d'agost de 2013
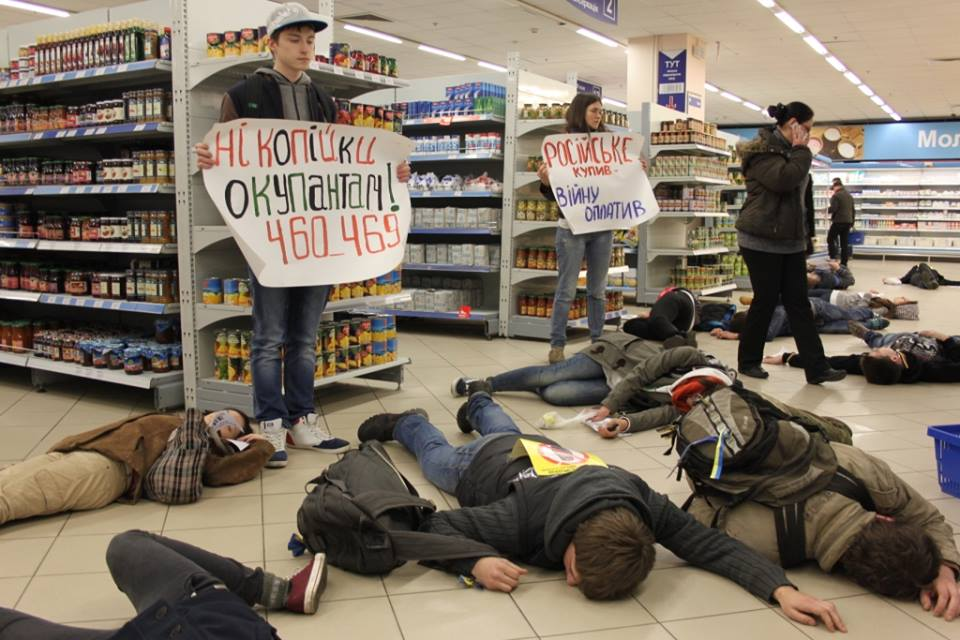
Flaix mob en un supermercat a Kíev, 15 de març de 2014
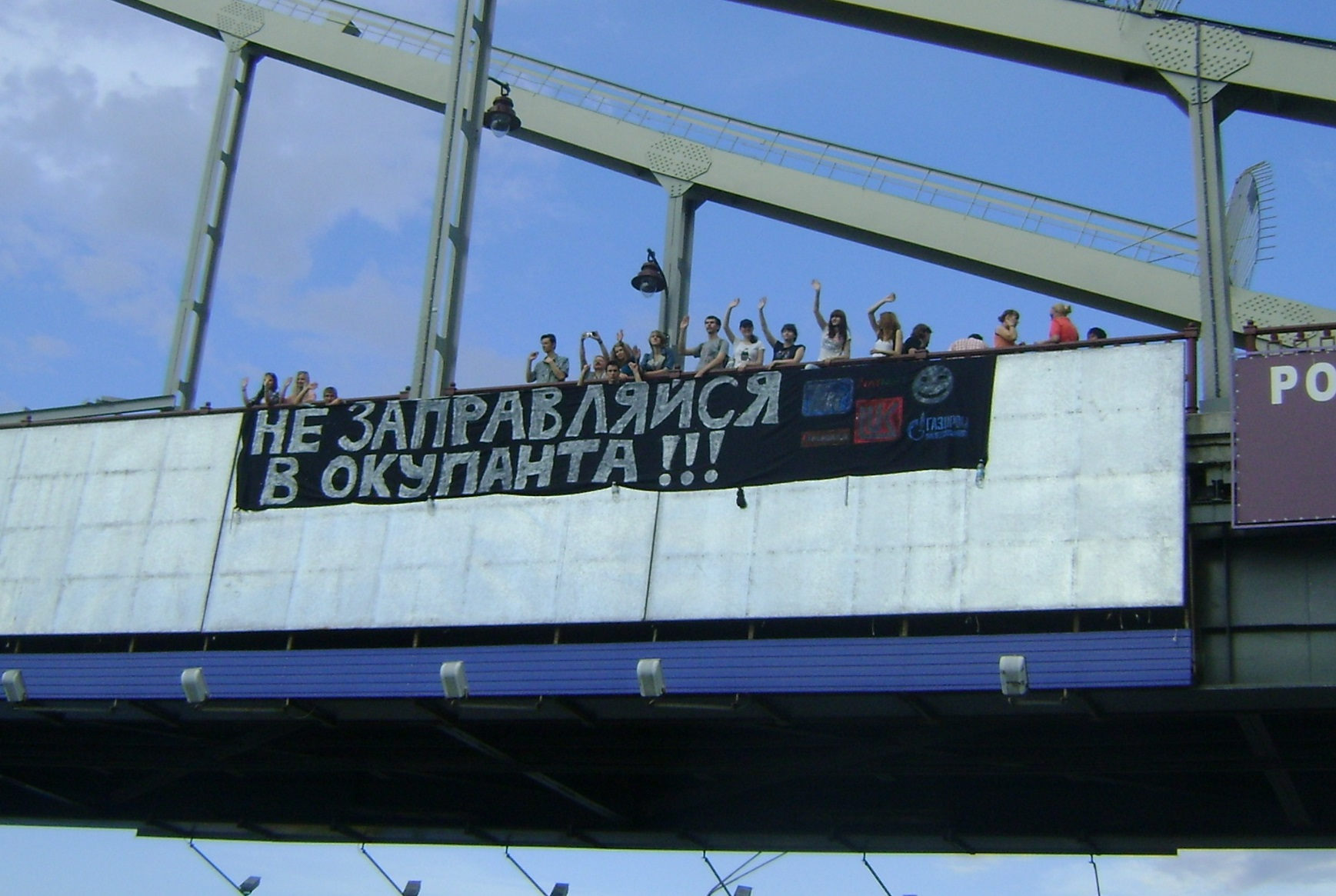
L'acció de col·locació d'una pancarta que crida a no comprar la benzina russa. El 29 de maig de 2014
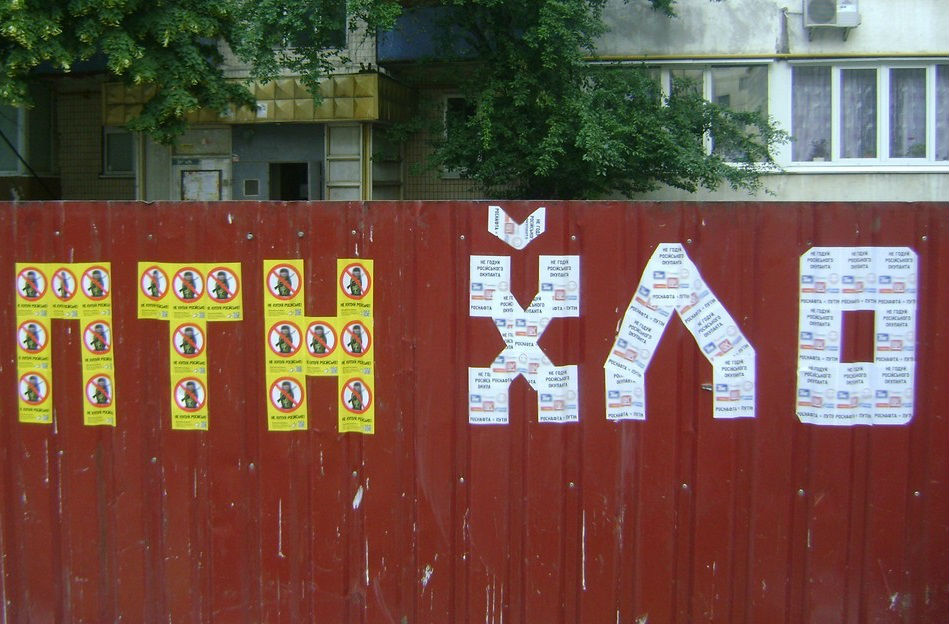
La inscripció «ПТН X̆ЛО» (l'abreviatura de «Putin khuilò!»), formada per als adhesius de la campanya. A Brovary, el 22 de juny de 2014.